# 민도로검은쥐
민도로검은쥐(Rattus mindorensis)는 시궁쥐속에 속하는 설치류의 일종이다. 필리핀 민도로섬의 구릉 지대와 숲 지역에서만 발견된다.

## 특징
꼬리 길이 163mm를 제외한 몸길이가 190mm인 중형 설치류로 발 길이는 32.5mm이다. 털은 깔끔하고 부드러우며 윤기가 난다. 등은 진한 회색빛 갈색을 띠며 옆구리 쪽으로 갈수록 누르스름한 반면에 배 쪽은 희끄무레하다. 귀는 짧고 털이 없다. 발 등은 거무스레하다.

## 생태
땅 위에서 생활하는 육상 종이다.

## 분포
필리핀 민도로섬의 구릉 지대와 산악 지대에 널리 분포한다. 해발 700m와 2,000m 사이의 숲에서 서식한다.